# Wassili Nikolajewitsch Simbirzew

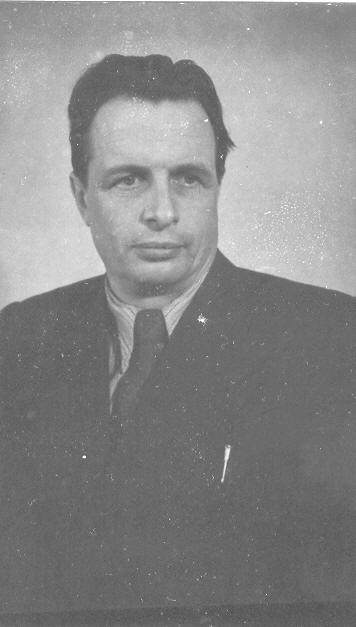
Wassili Nikolajewitsch Simbirzew (1950)

Wassili Nikolajewitsch Simbirzew (russisch Василий Николаевич Симбирцев; * 1. Januarjul. / 14. Januar 1901greg. in St. Petersburg; † 19. Oktober 1982 in Moskau) war ein  russischer Architekt und Hochschullehrer.

## Leben
Simbirzew begann 1921 in Moskau das Studium an der Malerei-Fakultät der Höheren Künstlerisch-Technischen Werkstätten. 1922–1928 studierte er am Leningrader Höheren Künstlerisch-Technischen Institut bei Nikolai Alexandrowitsch Ladowski, Wladimir Fjodorowitsch Krinski, N. W. Dokutschajew und schließlich bei Alexander Alexandrowitsch Wesnin. Ab 1929 lehrte er am Moskauer Architektur-Institut (MArchI).
1929 gründete Simbirzew zusammen mit Alexander Wassiljewitsch Wlassow, Karo Halabjan, Wladimir Babenkow und Wiktor Baburow die Allrussische Vereinigung der Proletarischen Architekten (WOPRA), in deren Geschäftsführung er eintrat. Die WOPRA lehnte den Konstruktivismus ab und erstrebte einen neuen Baustil entsprechend dem politischen System des sowjetischen Staates. Dafür sollte die Methode der marxistischen Analyse auf die Analyse der Kunst der früheren Generationen angewendet werden.
1933–1934 arbeitete Simbirzew im Atelier Iwan Wladislawowitsch Scholtowskis.  Beim Wettbewerb für den Palast der Sowjets erhielt er 1933 mit Karo Halabjan für ihr gemeinsames Projekt den 1. Preis. Zusammen mit Karo Halabjan führte er das Projekt für den Bau des Zentralen Akademischen Theaters der Roten Armee in Moskau 1934–1940 durch. Mit Boris Grigorjewitsch Barchin baute er 1938–1939 den Pavillon der Weißrussischen Sozialistischen Sowjetrepublik auf der Allunionslandwirtschaftsausstellung in Moskau. Wohnhäuser baute er in Moskau an der Krasnosselskaja Uliza, an der Leningradskoje Chaussee und am Twerskoi Bulwar. Zu Beginn des Deutsch-Sowjetischen Krieges wurde er 1941 Architekt und Ingenieur für den Verteidigungsbau in und um Moskau.
Von 1944 bis 1959 war Simbirzew Hauptarchitekt der Stadt Stalingrad (ab 1961 Wolgograd). In der durch die Schlacht von Stalingrad weitgehend zerstörten Stadt baute er mit seinen Mitarbeitern unter anderem die Allee der Helden, den Platz der gefallenen Kämpfer, die Parteihochschulen in Stalingrad (1950 mit Jefim Iossifowitsch Lewitan, jetzt Medizinische Universität) und Chabarowsk (jetzt Fernostakademie des Staatsdiensts), das Planetarium und die zentrale Wolgauferstraße. Auch leitete er den Wiederaufbau der Kasan-Kathedrale. Daneben lehrte er am Stalingrader Ingenieursinstitut für Stadtwirtschaft. Sein Nachfolger war Wadim Jefimowitsch Masljajew als Hauptarchitekt von Stalingrad bzw. Wolgograd.
Ab 1959 arbeitete Simbirzew in Moskau. Er entwickelte experimentelle Projekte und arbeitete wissenschaftlich. 1961 wurde er Mitglied der KPdSU. Er arbeitete an einem Generalplan für Irkutsk und projektierte ein Wohnquartier in Wladiwostok.
Simirzew starb in Moskau und wurde in Leningrad auf dem Bogoslowskoje-Friedhof begraben. Seinen Namen trägt eine Straße in Wolgograd.

## Ehrungen, Preise
- Medaille „Für heldenmütige Arbeit im Großen Vaterländischen Krieg 1941–1945“
- Stalinpreis II. Klasse (1951) für die Architektur der Parteihochschule in Stalingrad[1]
- Orden des Roten Banners der Arbeit[1]
- Jubiläumsmedaille „Zum Gedenken an den 100. Geburtstag von Wladimir Iljitsch Lenin“
- Verdienter Architekt des Volkes der UdSSR (1975)[2]

## Werke

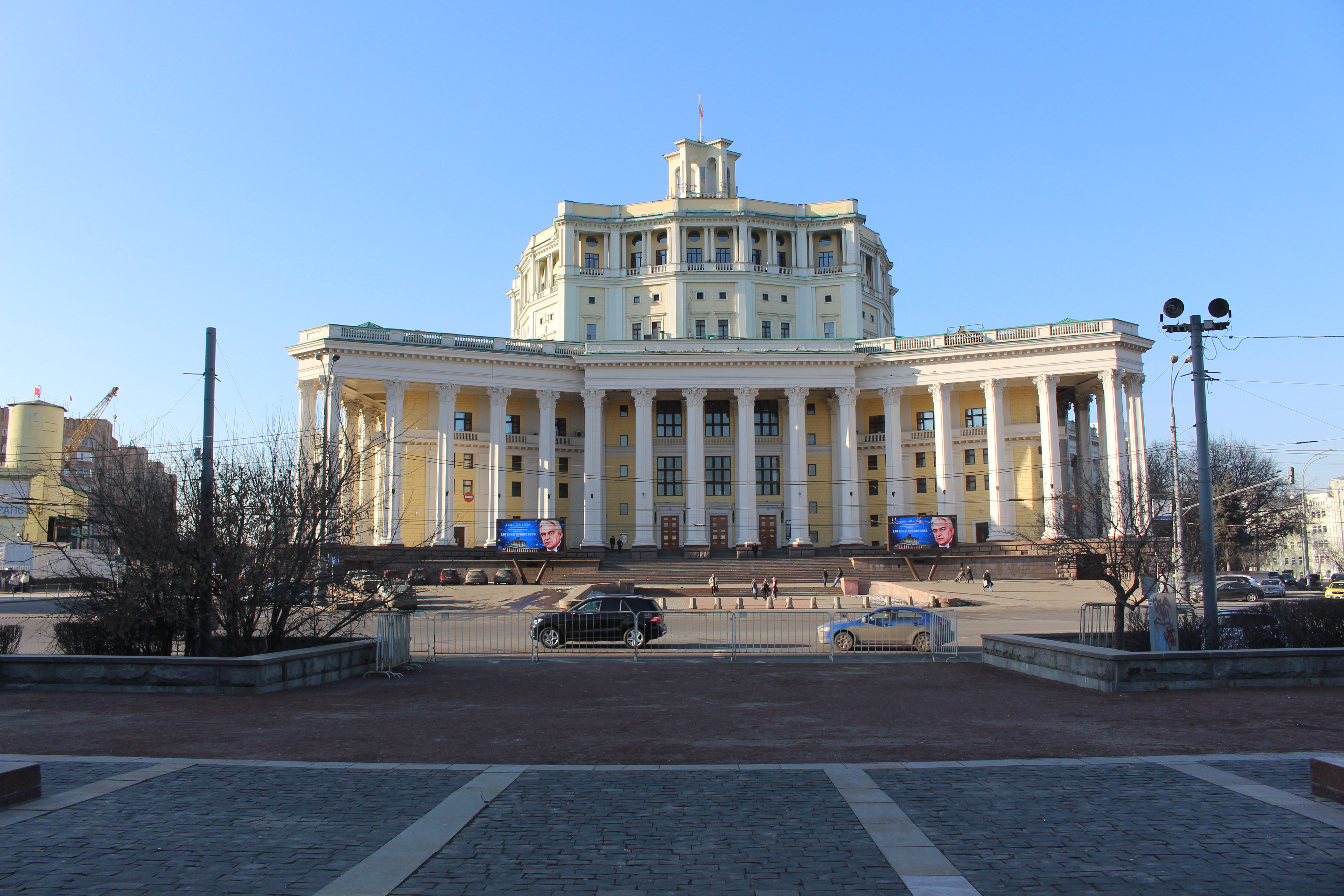
Zentrales Akademisches Theater der Roten Armee, Moskau
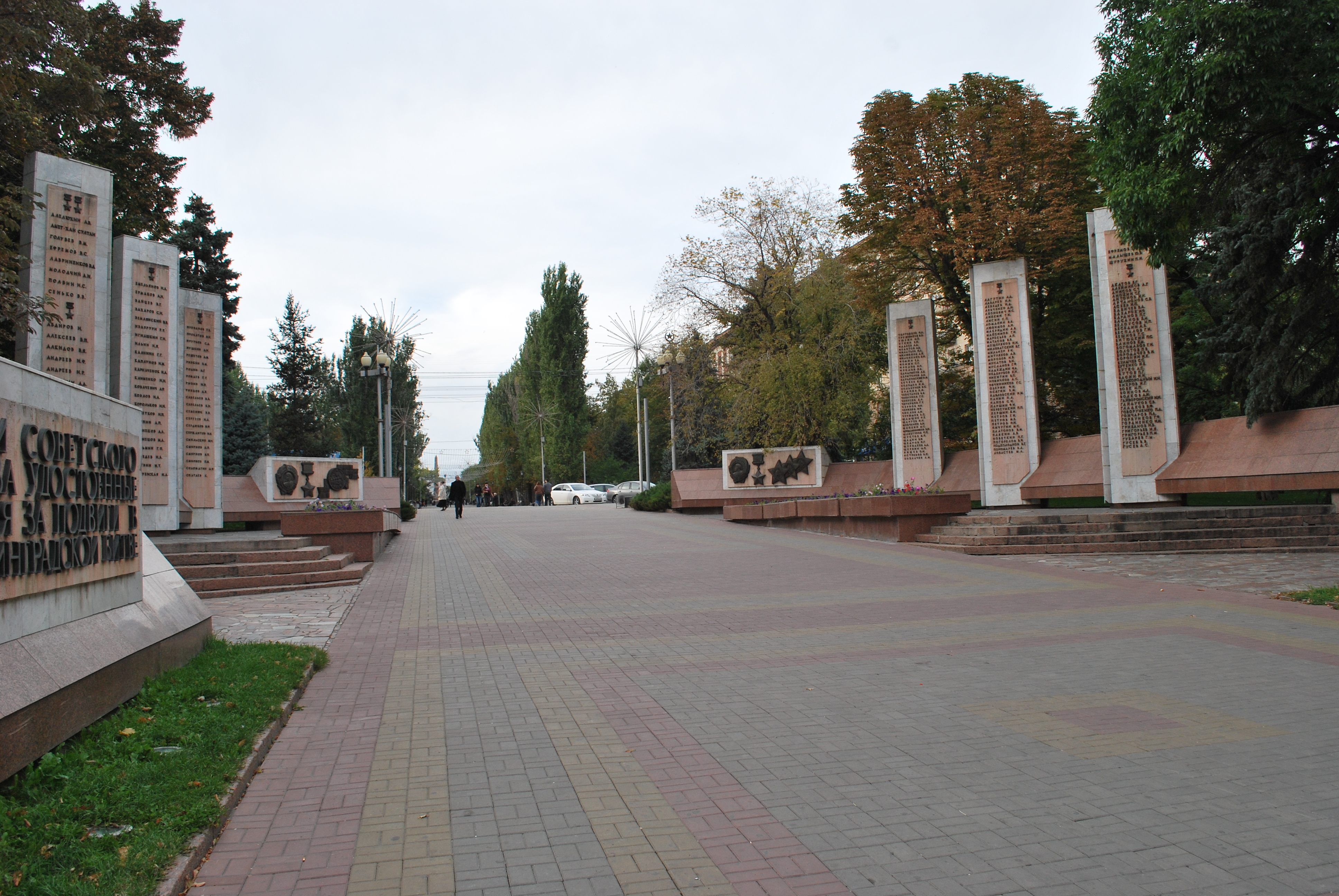
Allee der Helden, Wolgograd
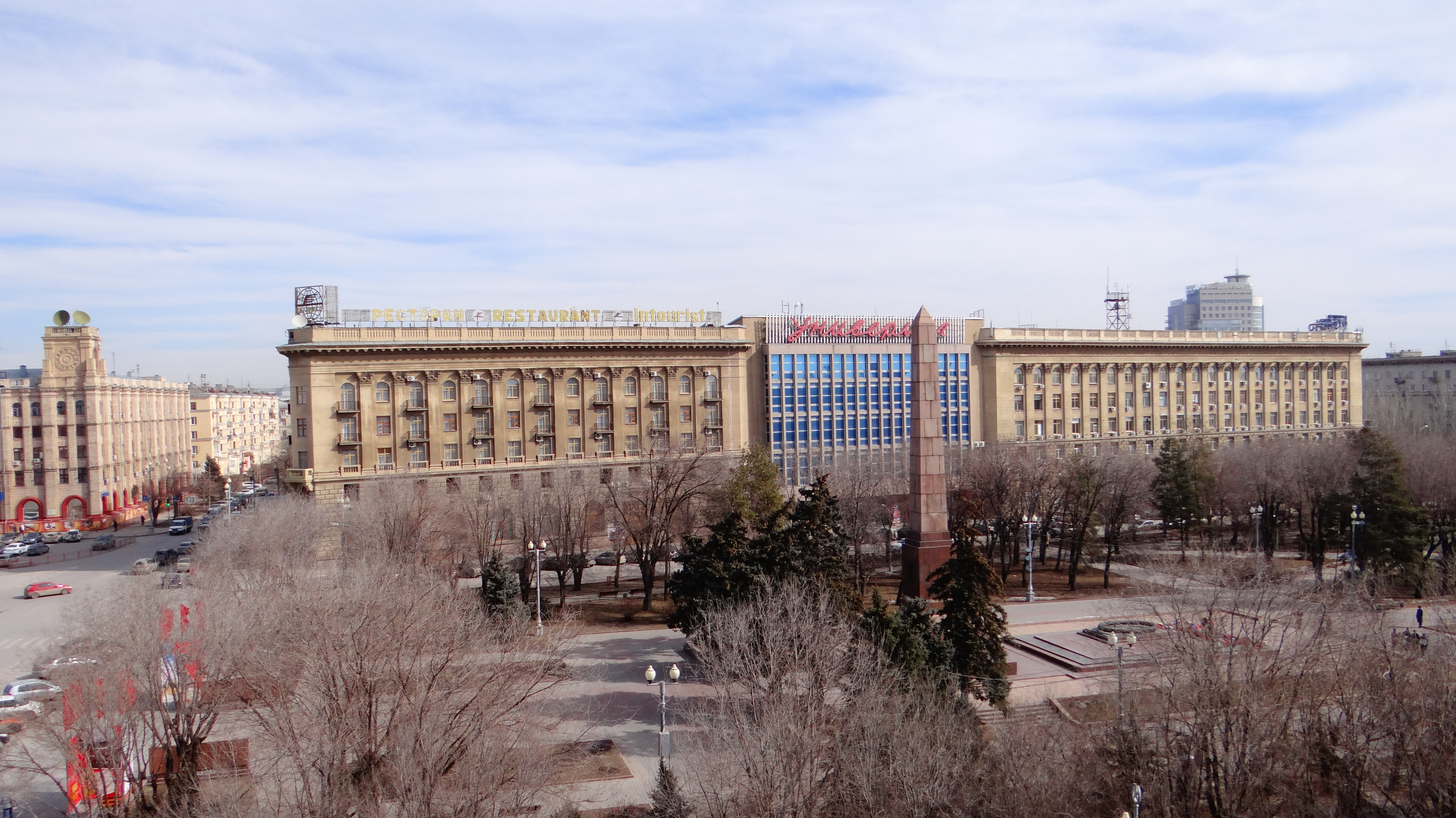
Platz der gefallenen Kämpfer, Wolgograd
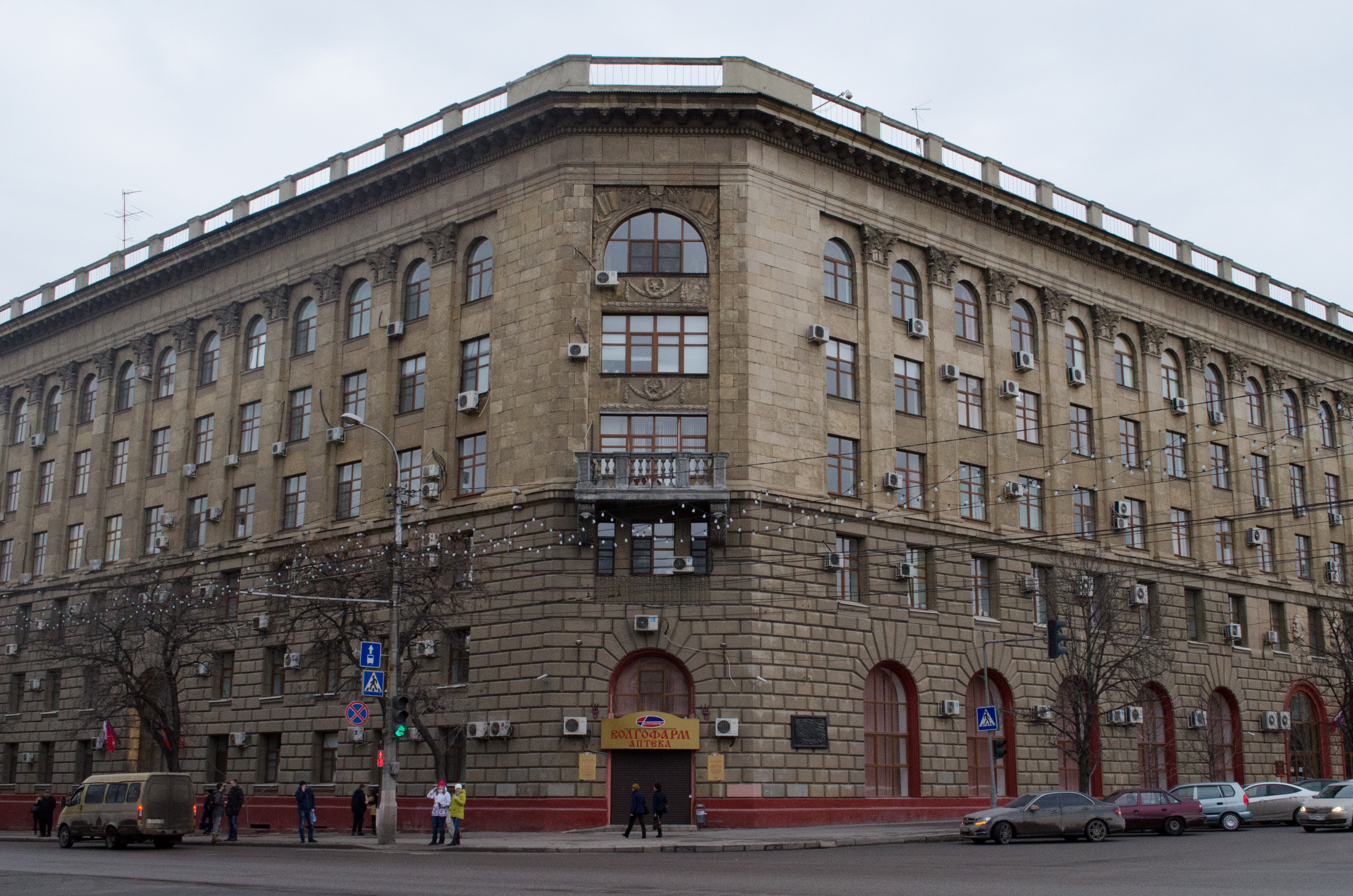
Medizinische Universität Wolgograd
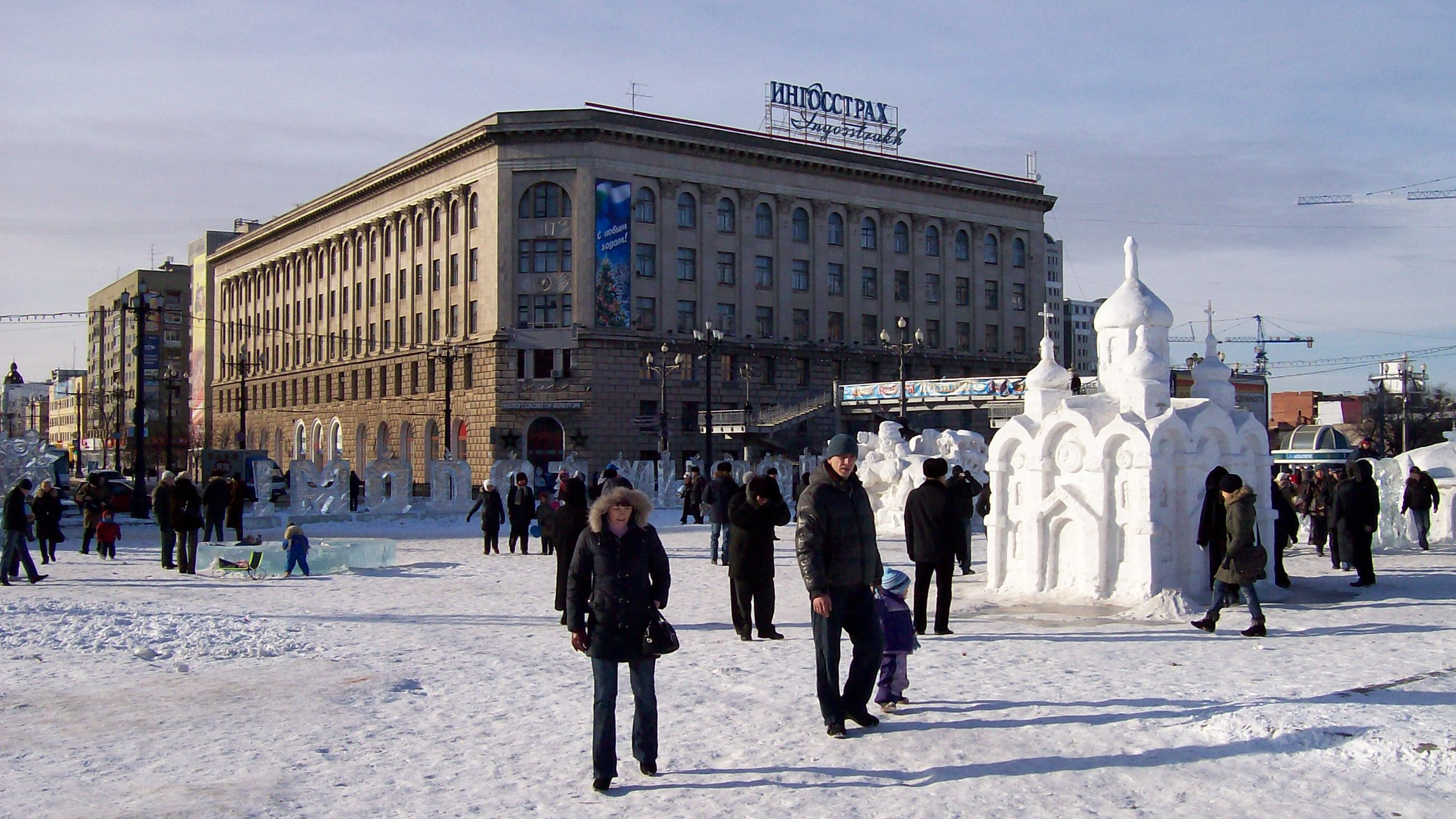
Fernostakademie des Staatsdiensts, Chabarowsk
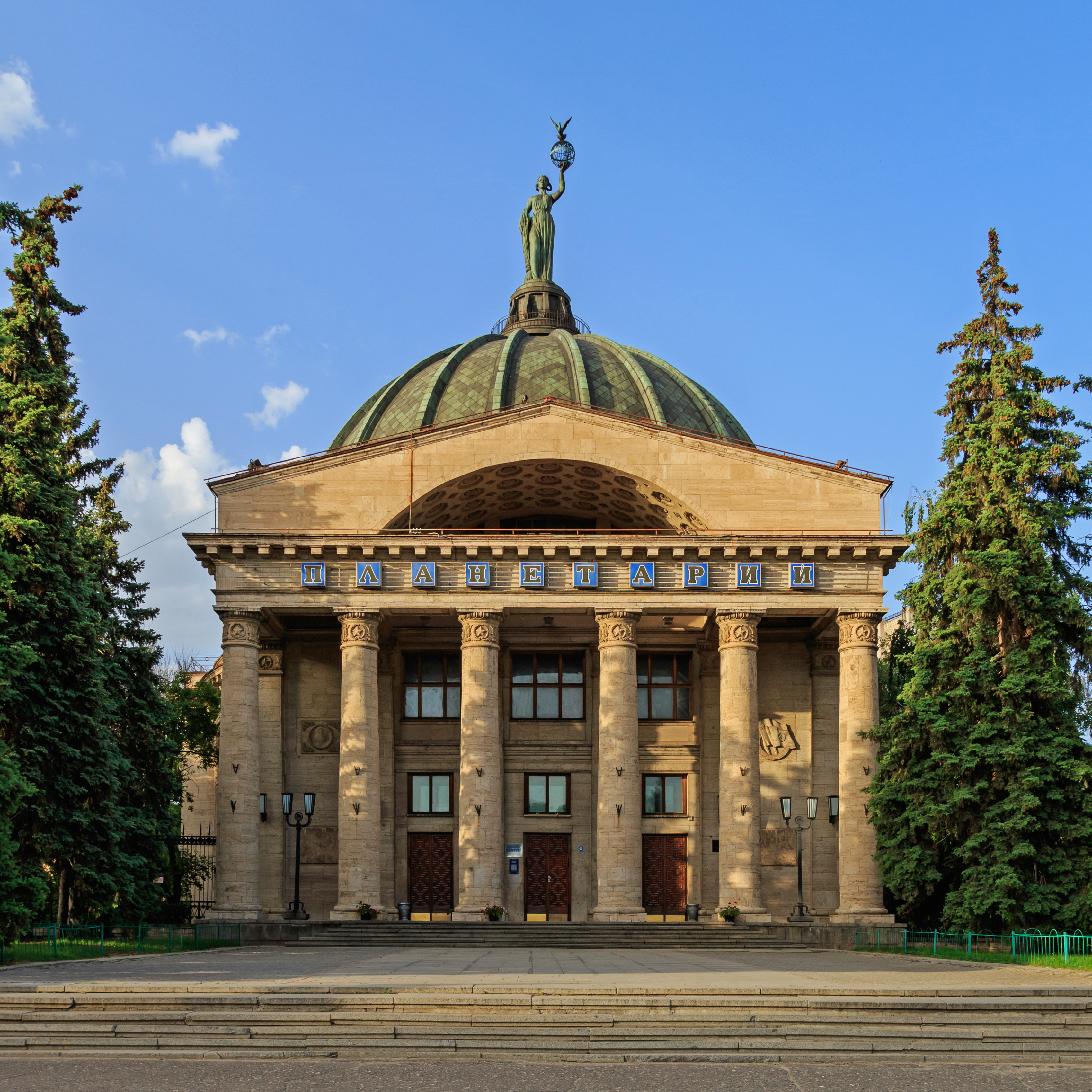
Planetarium Wolgograd
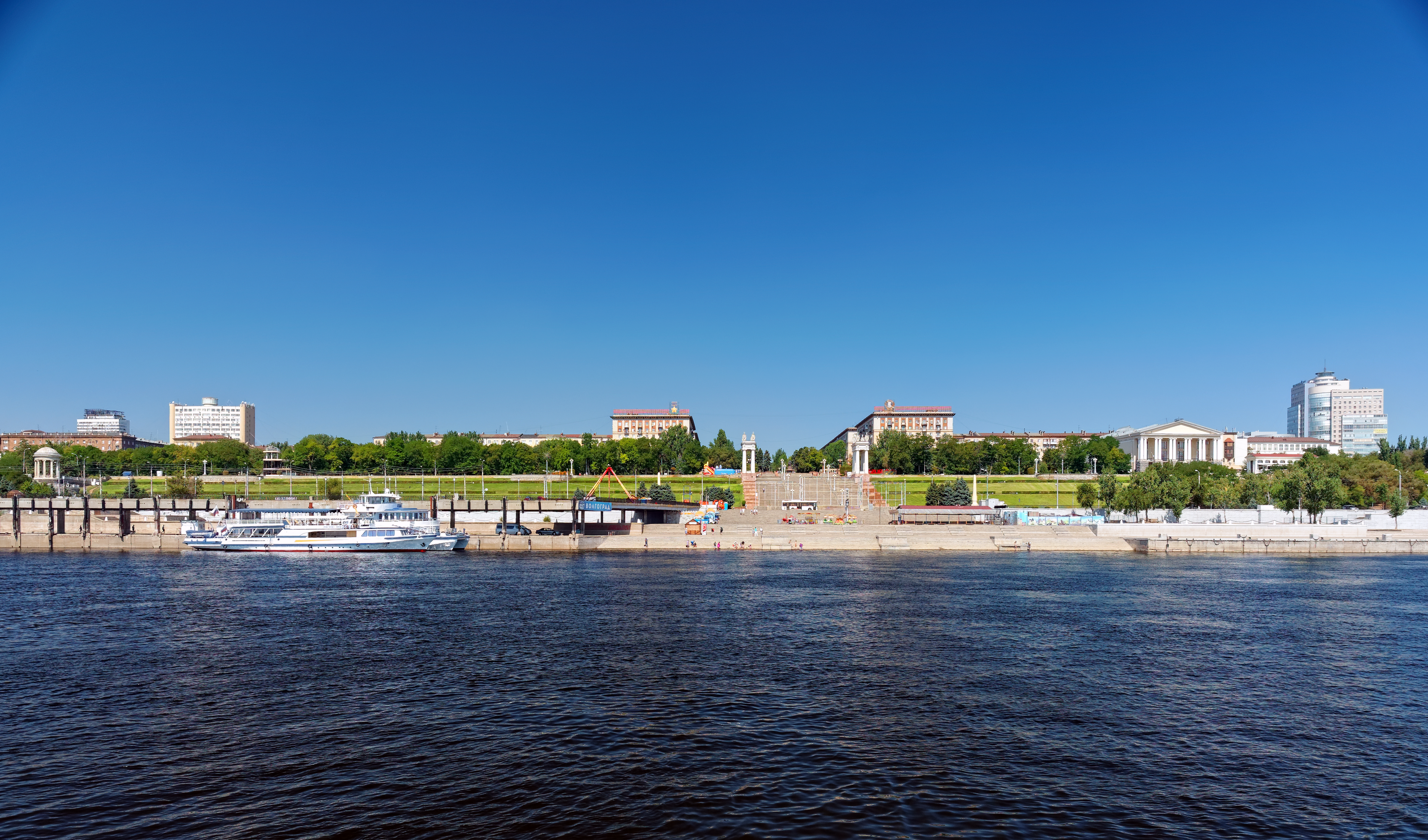
Zentrale Wolgauferstraße, Wolgograd
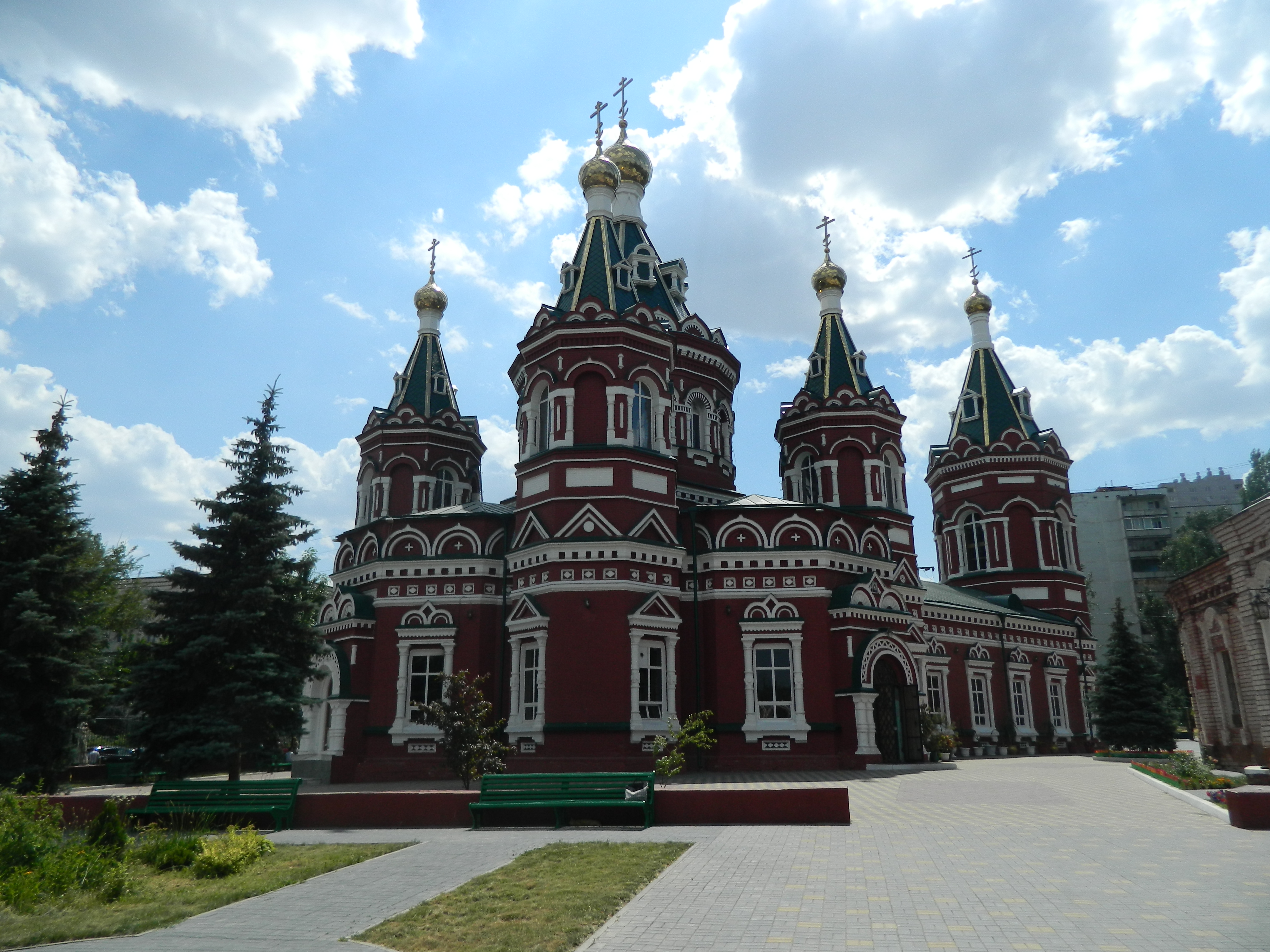
Kasan-Kathedrale, Wolgograd